# Jiku Senshi Spielban
Jiku Senshi Spielban (時空戦士スピルバン, Jikū Senshi Supiruban, vertaald als Spacetime Warrior Spielban) is een Japanse tokusatsuserie geproduceerd door Toei Company in 1986. De serie is onderdeel van Toei’s Metal Heroes series.
Beeldmateriaal van deze serie werd gebruikt door Saban Entertainment voor de serie VR Troopers.

## Plot
De serie begint met de vernietiging van de planeet Clin door het Wahrer Empire, een buitenaards keizerrijk. Twee Cliniaanse kinderen, Spielban en Diana, overleven de aanval en ontsnappen naar de Aarde met het ruimteschip Gran Nazca.
Jaren later richt de Wahrer zijn aandacht op de Aarde. Om hun nieuwe thuisplaneet te beschermen en hun oude te wreken, gaan de nu volwassen Spielban en Diana de strijd met de Wahrer aan. Met de technologie van de Gran Nazca geven ze zichzelf speciale kostuums en wapens voor deze missie.

## Personages

### Protagonisten
- Spielban: een bewoner van de planeet Clin. Op aarde nam hij de naam Yousuke Jou (Jō Yōsuke) aan. Hij kan een gepantserd pak en geavanceerde wapens oproepen. In vrijwel elke aflevering kon de kijker Spielbans gedachten zien wanneer hij terugblikt op de mensen die zijn omgekomen bij zijn oorlog met de Wahrer.
- Diana: Spielbans partner, die hem in gevechten helpt als de heldin Diana Lady. Zij kan ook een gepantserd pak en geavanceerde wapens oproepen. Hoewel ze slechts Spielbans helper is, zien de Wahrer haar toch als een bedreiging. Een running gag in de serie is dat Diana vaak haar charmes en uiterlijk gebruikt om de Kinclon soldaten van de Wahrer af te leiden.
- Helen/Hellvira/Helen Lady: Spielbans oudere zus die als kind werd gevangen door de Wahrer. Ze was getuige van hoe hun vader werd veranderd in Dr. Bio. Zelf werd ze veranderd in Hellvira, een tweede persoonlijkheid van haar die middels een afstandsbediening kon worden opgeroepen. Ze hield zich afgezonderd van haar broer, bang dat haar slechte persoonlijkheid hem zou doden. In aflevering 30 werd de afstandsbediening vernietigd en Helen bevrijd van haar Hellvira persoonlijkheid. In de aflevering erop werd ze de heldin Helen Lady.
- Anna: Spielban en Helens moeder. Zij stuurde Spielban en Diana weg van de planeet Clin vlak voor diens vernietiging. Ze stierf oorspronkelijk, maar kwam weer tot leven in een alternatieve toekomst waarin de Wahrer nooit bestonden.
- Marin: Diana's moeder. Ze stierf bij de aanval van de Wahren op Clin, maar kwam weer tot leven in een alternatieve toekomst waarin de Wahrer nooit bestonden
- Space Swordsman Teacher (14, 31): een hologram aan boord van het ruimteschip Gran Nazca. Traint Spielban in zwaardvechtkunsten.
- Daigorou Koyama: eigenaar van de uitvinderswinkel 'Edison.' Beweert een genie te zijn. Komt vaak aanzetten met gadgets die niet helemaal werken zoals hij dat had gewild.
- Miwa Koyama: Daigorous jongere zus. Helpt in de winkel, maar kan er niet tegen dat zijn uitvindingen maar niet verkopen.

### Wahrer Empire
Een buitenaards keizerrijk gestationeerd in ene schildpadachtig mobiel fort genaamd de Kamedeath. Vernietigen planeten op zoek naar water.
- Queen Pandora: de aanvoerder van de drie legers van het Wahrer Empire. Ze maakt iedereen wijs dat ze zelf bevelen krijgt van een wezen genaamd “Wahrer”, maar in werkelijkheid bestaat deze Wahrer niet en is ze zelf de leider van het keizerrijk. In de laatste aflevering splitst ze zich op in twee wezens genaamd Pandora Battle Machine Woman en Pandora Lifeform. Deze twee Pandora’s voegen daarna weer samen tot een sterkere levensvorm genaamd Pandora Life Machine Woman. In deze vorm veegde ze de vloer aan met Spielban, Helen, en Diana, totdat Dr. Ben haar injecteerde met een virus. Hierna kon Spielban haar vernietigen.
- Emperor Guillotine (24-43): volgens eigen zeggen een nakomeling van Wahrer, en daarmee een ver familielid van Pandora. Hij werd opgeroepen door Pandora vanuit de 23e eeuw om haar in het heden bij te staan. Hij is loyaal aan Pandora maar behandelt de andere leden van het keizerrijk als vervangbare werkkrachten. Hij werd uiteindelijk verslagen door Spielban.
- General Deathzero (1-42): leider van de Battle MachineMen. Hij is een androïde gekleed in een zwart harnas, en is geprogrammeerd met vele vechttechnieken. Hij kan veranderen in de Deathzero Torpedo, een zwarte raket die wordt afgevuurd vanuit een katapult. Tegen het eind van de serie wordt hij weggestuurd uit het Wahrer Empire. Hij vecht dan nog een keer met Spielban, en wordt door hem vernietigd.
- Dr. Bio(1-21,30,43) : voorheen Spielbans vader Doctor Ben. Hij werd gevangen door de Wahrer tijdens hun aanval op Clin, en veranderd in de leider van Wahrers bioleger. Hij maakt de Biohumans en Battle Lifeforms. Ook veranderde hij zijn dochter Helen in Hellvira. Tegen het eind van de serie werd hij gered en kreeg zijn menselijke gedaante terug. Hij hielp Spielban om Pandora te verslaan door haar te injecteren met een virus. Zelf werd hij hierbij door haar gedood. Hij kwam later weer tot leven in een alternatieve toekomst waarin het Wahrer-keizerrijk nooit had bestaan.
- Rikki (1-36): leider van een Spionnenleger dat alleen uit vrouwen bestaat. Ze verleidde ooit Daigorou om voor haar een robot te bouwen. Nadat ze zich bemoeide met een plan van Youki, werd ze door Pandora veranderd in een standbeeld.
- Shadow & Gasher (1-25): Rikki's helpers. Ze helpen Rikki bij vrijwel al haar plannen. Spielban kon hen gemakkelijk vernietigen.
- Youki (35-39): een nieuwe Wahrer officier gemaakt uit de kwade harten van de mensheid. Hij kon naar wens verschijnen en weer verdwijnen. Youki rebelleerde later tegen de Wahrer en maakte zijn eigen gevechtsmachine. Hij werd vanwege dit verraad vernietigd door Deathzero en diens gevechtsmachine.
- Kinclons: de soldaten van de Wahrer.

## Voertuigen
- Gran Nasca Spielban en Diana's ruimteschip waarmee ze jaren terug naar de Aarde kwamen. Het schip is tevens de bron van hun wapens, harnassen en voertuigen. Kan raketten afvuren en veranderen in een groot kanon.
- Gaios: een kleiner tankachtig voertuig bestuurd door Spielban. De cockpit kan loskoppelen en veranderen in een jet voor luchtgevechten.
- Hoverian: een hovercraftvoertuig bestuurd door Spielban.

## Rolverdeling
- Yousuke Jou/Spielban: Hiroshi Watari
- Diana/Diana Lady: Makoto Sumikawa
- Helen/Hellvira(4-21;29)/Helen Lady(31-44); Medor(26)/Fake Helen(26): Naomi Morinaga
- Dr. Ben: Ichiro Mizuki
  - Dr. Bio: Toshimichi Takahashi
- Anna: Rachel Griffiths
- Marin: Maria Hernandez
- Pandora: Machiko Soga
- Emperor Guillotine: Mickey Curtis
- Rikki: Michiko Nishiwaki
- Deathzero: Shozo Iizuka (stem)
- Verteller: Toru Ohira

## Muziek
Beginmelodie
- Jikuu Senshi Spielban door Ichiro Mizuki

Eindmelodie
- Kimi no Nakama da Spielban door Ichiro Mizuki en Young Fresh (afleveringen 1-10)
- Kesshou da! Spielban door Ichiro Mizuki (afleveringen 11-44)

## Trivia
- Hiroshi Watari speelde ook Den Iga (Sharivan) in Space Sheriff Sharivan.
- Naomi Morinaga speelde Annie in Space Sheriff Shaider.
- In Brazilië stond de serie bekend als Jaspion 2 vanwege het succes van de serie Kyoju Tokuso Juspion in Brazilië (die daar Jaspion werd genoemd)
- Spielbans naam is een verwijzing naar Steven Spielberg.